# 574
574 (DLXXIV) fue un año común comenzado en lunes del calendario juliano, en vigor en aquella fecha.

## Acontecimientos
- 14 de enero: en Gansu (centro de China) se registra un terremoto de 5,5 grados de la escala sismológica de Richter y una magnitud de 7 grados. (Quizá sucedió el año siguiente).
- El rey visigodo Leovigildo continúa su campaña en el norte, y ataca Cantabria, que se había levantado contra el gobierno de Toledo, derrotando a los cántabros. Leovigildo toma la ciudad de Amaya y ejecuta a todo el senado de terratenientes hispanos cántabros, uno de los cuales se llamaba Abundancio. Cantabria queda bajo el dominio de los visigodos.
- El rey Miro de los suevos envía embajadores al rey franco Gontrán, pero son interceptados por el rey franco Chilperico I.

## Fallecimientos
- 7 de julio: Juan III, papa italiano.
- 12 de noviembre: Millán de la Cogolla, religioso y santo español (n. 474).
- Clefi, rey lombardo de Italia.